# 준법률행위
준법률행위란 대한민국 민법의 개념으로 법률행위 이외의 모든 적법행위를 말한다. 준법률행위로 구분되는 법률요건에는 의사의 통지, 관념의 통지, 감정의 표시 등이 있다.?
준법률행위(=법률적 행위)란 당사자의 의사가 아닌 '법률의 규정에 의해 법적 효과가 발생'하는 법률요건으로 준법률행위 중 표현행위에 대해서는 법률행위 규정을 유추적용할 수 있다는 것이 준법률행위를 분류하는 실익이다.
(1)표현행위(=의식의 표현)-법률행위 규정 유추적용

① 의사의 통지 : 최고(15조 1항, 88조, 131조, 381조, 540조, 552조 등), 거절(16조 2항, 132조, 487조, 552조), 이행의 청구(387조 2항)

② 관념의 통지 : 주로 사실의 통지가 이에 해당. 채권양도의 통지나 승낙(450조), 총회소집통지(71조), 시효중단의 채무의 승인(168조 3호), 공탁의 통지(488조), 승낙 연착의 통지(528조), 125조 대리권 수여의 표시(통설)

③ 감정의 표시 : 수증자의 망은행위(556조 2항), 부정에 대한 용서(841조)
(2) 비표현행위(=사실행위)

① 순수사실행위(외부적 결과만 발생하면 됨) : 매장물발견(254조), 가공(259조), 주소설정(18조 1항)

② 혼합사실행위(사실적 의사 필요) : 점유취득(192조 1항, 점유설정의사), 무주물 선점(252조 1항, 사실상의 소유의 의사), 습득(253조), 사무관리(734조, 사무관리의사필요)
(3) 변제(사실상 변제한다는 인식 필요)
통설은 준법률행위라고 한다. 이에 대해 특히 사실행위라고 하는 견해 있음(김형배)

## 같이 보기
- 준법투쟁
- 법률행위